# Kenneth Arrow
Kenneth Arrow (New York, 23. kolovoza 1921. - Palo Alto, Kalifornija, 21. veljače 2017.), američki ekonomist.
Školovao se u City School u New Yorku te nastavio školovanje na Sveučilištu Columbia. Daljnje školovanje prekinuo je zbog II. svjetskog rata u kojem je služio kao meteorološki časnik. Nakon rata nastavio je školovanje na Sveučilištu Columbia te kao predavač na Sveučilištu u Chicagu. Godine 1949. postao je predavač na Sveučilištu Stanford, gdje je postao i profesor ekonomskih i statistickih istraživanja. 1968. postao je profesor ekonomije na Sveučilištu Harvard. Bio je i počasni profesor na Institutu za napredne studije u Beču. Bio je član Udruženja za društvena istraživanja (1952); član Centra za napredne studije u biheviorističkim znanostima (1956 - 57); ekonomist u Vijeću ekonomskih savjetnika UN-a (1962); voditelj Odjela za ekonomiju u Stanfordu (1953 - 56, 1962 - 63); član Sveučilišta u Cambridgeu. Primio je priznanje John Bates Clark od Američkog ekonomskog udruženja 1957. Član je Američke akademije znanosti i umjetnosti, Ekonometrijskog društva, Instituta za matematičku statistiku i Američkog statističkog udruženja. Primio je počasne doktorate od Sveučilišta u Chicagu, New Yorku i Beču. Bio je i predsjednik konometrijskog udruženja, Instituta za poduzetništvo te Američkog ekonomskog   udruženja. 
Zajedno s Johnom R. Hicksom dobitnik je Nobelove nagrade za ekonomiju za doprinose teoriji ekonomske ravnoteže.

## Djela
- "Social Choice and Individual Values" (Društveni izbor i individualne vrijednosti, 1951.),
- "General Competitive Analysis" (Analiza opće konkurencije, 1971., koautor F. H. Hahn),
- "The Limits of Organization" (Granice organizacije, 1973). Godine 1983 - 85. objavljena su mu Colleaed Paper sabrana djela) u šest svezaka.